# Михайлов Погост (Дновский район)
Михайлов Погост — деревня в Дновском районе Псковской области России. Входит в состав Выскодской волости Дновского района.
Расположена на востоке района, на реке Полонка, в 22 км к востоку от районного центра, города Дно и в 10 км к юго-западу от волостного центра, деревни Морино.

## Население
| 2001 | 2002 | 2010 |
| ---- | ---- | ---- |
| 82   | ↘80  | ↘48  |

## История
До 2006 года деревня входила в состав  Панкратовской волости, до 2015 года — в состав Моринской волости.
По архивным данным известно, что на месте нынешнего каменного храма стояла деревянная церковь, построенная в 15 веке, на землях принадлежащих  Новгородскому Юрьеву мужскому монастырю. По данным протоиерея Василия Смиречанского с момента увеличения Псковской Епархии в 1777 году, Порховский уезд входит в её состав. Именно в это время начинают появляться упоминания о Михайловском Погосте.
Каменная церковь построена в 1860 году, что видно из клировых ведомостей за прежние годы и известно из рассказов старожилов прихода.  "Построена по случаю ветхости деревянной церкви. Часть её на средства усердных крестьян сей церкви, а большей частью на церковные средства. На ея построения употреблено около 25 тысяч рублей. Пристроек к церкви и переделок  ея не производилось"
C 2006 г. Настоятелем Храма является иерей Владимир Дроздов